# Liobagrus nigricauda
Liobagrus nigricauda é uma espécie de peixe da família Amblycipitidae.
É endémica da China.